# Krajowa Liga Obrony Wolności Religijnej
Krajowa Liga Obrony Wolności Religijnej, (hiszp.) Liga Nacional para la Defensa de la Libertad Religiosa – założona pod wpływem eskalacji prześladowań Kościoła katolickiego przez meksykańskich katolików organizacja, której celem było równouprawnienie dla wyznawców, zapewnienie prawa do wolności religijnej i uchylenia antykościelnych zmian w konstytucji. 
Liga powołana została 9 marca 1925 r., zaś deklarację sygnowaną przez Katolickie Stowarzyszenia Młodzieży Meksykańskiej, Koła Modlitwy i Studiów, Kobiecą Krucjatę Wolności, Katolicki Związek Kobiet, Krajowy Związek Ojców Rodzin, Zakon Kawalerów Kolumba i partii Zjednoczenie Ludowe opublikowano 14 tegoż miesiąca. Liga samookreśliła się jako legalne stowarzyszenie obywatelskie. Działania były podporządkowane realizacji czterech postulatów: wolność nauczania, równych praw dla katolików, Kościoła i prawo powszechne dla robotników wyznających katolicyzm. Przywódcami ligi byli: Rafael Ceniceros y Villarreal (1855-1933), Miguel Palomar y Vizcarra (1880-1968), Luis G. Bustos Muñoz, Andrés Barquín y Ruiz, René Capistrán Garza i José González Pacheco, a po fali aresztowań w 1926 r. Carlos F. de Landero, Luis B. Beltrán y Mendoza. Działania ligi jak i sama organizacja przez ówczesne władze uznane zostały za nielegalne. Pierwszym męczennikiem ruchu stał się zastrzelony w Puebli 26 czerwca José García Farfan.